# توماس ماير (أستاذ جامعي)
توماس ماير (بالألمانية: Thomas Meyer)‏ هو عالم سياسة ألماني، ولد في 1943 في لايبزيغ في ألمانيا.